# Citadel (serie de televisión)
Citadel es una teleserie estadounidense de suspense y acción de ciencia ficción creada por David Weil para Amazon Prime Video, junto a los Hermanos Russo como productores ejecutivos. Está protagonizada por Richard Madden y Priyanka Chopra Jonas, como los agentes de Citadel Mason Kane y Nadia Sinh, respectivamente, junto a actores como Stanley Tucci y Lesley Manville entre el reparto principal.
En marzo de 2023, la serie fue renovada para una segunda temporada. La primera temporada, de seis episodios, se estrenó el 28 de abril de 2023 con dos episodios iniciales.
La serie incluirá secuelas (spin-offs) en diferentes países e idiomas. La serie india, protagonizada por Varun Dhawan y Samantha Ruth Prabhu, será dirigida por Raj & DK. La serie italiana será coproducida por Amazon Studios y Cattleya, parte de ITV Studios.

## Argumento
Ocho años han pasado desde la caída de Citadel, una agencia espionaje independiente encargada de velar por la seguridad de todos. Un poderoso sindicato, Manticore, ha surgido desde las sombras para acabar con él. Los mejores agentes de Citadel, Mason Kane y Nadia Sinh tratan de escapar con vida a costa de perder sus recuerdos y permanecen escondidos reconstruyendo sus vidas bajo nuevas identidades, ignorantes de su pasado. Una noche Mason es localizado por su antiguo colega Bernard Orlick que busca su ayuda para evitar que Manticore imponga un nuevo orden mundial.
El programa se describe como una "serie de espías llena de acción con un centro emocional convincente" y "un evento global expansivo e innovador que comprende una serie de naves nodrizas y varias series satelitales en idiomas locales". Se incluyen spin-offs ambientados en los Alpes italianos, India, España y México.

## Reparto
- Richard Madden como Mason Kane[12]
- Priyanka Chopra Jonas como Nadia Sinh[12]
- Stanley Tucci como Bernard Orlick[12]
- Lesley Manville como Dahlia Archer[12]
- Osy Ikhile como Carter Spence[12]
- Ashleigh Cummings como Abby Conroy[12]
- Roland Møller como Anders Silje y Davik Silje[12]
- Caoilinn Springall como Hendrix Conroy[12]

### Invitado
- Moira Kelly como Joe[13]
- Timothy Busfield como Simmons[13]
- Nikki Amuka-Bird como Grace

## Producción

### Desarrollo
Las semillas de Citadel fueron plantadas por la jefa de Amazon Studios, Jennifer Salke, quien se acercó a los hermanos Russo y su estudio independiente AGBO para crear un ambicioso programa de espías global a mediados de 2018. La serie fue originalmente una asociación entre AGBO y el colectivo de guionistas Midnight Radio, formado por Josh Appelbaum y André Nemec. Sin embargo, abandonaron el programa durante la producción en 2021 debido a diferencias creativas con los Russo, y David Weil asumió el cargo de nuevo showrunner. Este cambio de dirección condujo a numerosas regrabaciones en 2022.

Richard Madden dijo sobre la trama y su personaje:
"Hay múltiples personajes y múltiples historias que se entrelazan, y yo personalmente interpreto a un personaje amnésico que tras ocho años de su vida olvidados, básicamente se ha convertido en una nueva persona. Hay un viaje para descubrir quién era antes de que ocurriera el accidente, ya que no recuerda nada. Es un choque entre la vida que ha estado viviendo durante ocho años y la vida que solía vivir. Tienes la oportunidad de profundizar en la exploración de la psique de lidiar con las consecuencias de las cosas que no eres consciente de que has hecho". 
Desde 2023, Citadel se ha convertido en la segunda serie más cara de todos los tiempos con un presupuesto de 300 millones de dólares. Esto se debe en gran parte a las numerosas y amplias regrabaciones que tuvieron lugar tras la contratación de David Weil como showrunner.

### Casting
Junto a Madden y Chopra, Roland Møller interpretará a Laszlo Milla, agente principal de la agencia de inteligencia rival de Citadel, Manticore. Otro de los actores destacados del casting es Stanley Tucci, quién se encarga de reorganizar Citadel luego de que la agencia fue destruida por Manticore. 

### Rodaje
La filmación de la serie principal comenzó en enero de 2021 y finalizó en diciembre.
Sin embargo, se realizaron nuevas tomas de escenas a principios y mediados de 2022 bajo la supervisión de Weil, los Russo y el director Thomas Sigel.

## Estreno
La serie, de seis episodios en su primera temporada, se estrenó en Amazon Prime Video el 28 de abril de 2023, con sus dos primeros episodios.

## Recepción
El sitio web del agregador de reseñas Rotten Tomatoes informó un índice de aprobación del 56% con una calificación promedio de 6.1/10, según 39 reseñas de críticos. Metacritic, que utiliza un promedio ponderado, asignó una puntuación de 53 sobre 100 basada en 21 críticos, lo que indica "críticas mixtas o promedio".